# Сергеевский сельсовет (Красноярский край)
Сергеевский сельсовет - сельское поселение в Ирбейском районе Красноярского края.
Административный центр - деревня Сергеевка.

## Население
| 2010 | 2012 | 2013 | 2014 | 2015 | 2016 | 2017 |
| ---- | ---- | ---- | ---- | ---- | ---- | ---- |
| 386  | ↘375 | ↘371 | ↘338 | ↘328 | ↘326 | ↘322 |

## Состав сельского поселения
В состав сельского поселения входят 4 населённых пункта:
| № | Населённый пункт  | Тип населённого пункта          | Население |
| - | ----------------- | ------------------------------- | --------- |
| 1 | Альгинка          | деревня                         | 197       |
| 2 | Новоалександровка | деревня                         | 56        |
| 3 | Новотроицк        | деревня                         | 103       |
| 4 | Сергеевка         | деревня, административный центр | 30        |

## Местное самоуправление
Сергеевский сельский Совет депутатов
Дата избрания: 14.03.2010. Срок полномочий: 5 лет. Количество депутатов: 10
Глава муниципального образования
- Микулич Петр Иванович. Дата избрания: 14.03.2010. Срок полномочий: 5 лет